# Amazonia psychotriae
Amazonia psychotriae är en svampart som först beskrevs av Henn., och fick sitt nu gällande namn av Ferdinand Theissen 1913. Amazonia psychotriae ingår i släktet Amazonia och familjen Meliolaceae.   Inga underarter finns listade i Catalogue of Life.